# Zuludectes modestus
Zuludectes modestus är en insektsart som först beskrevs av Louis Albert Péringuey 1916.  Zuludectes modestus ingår i släktet Zuludectes och familjen vårtbitare. Inga underarter finns listade i Catalogue of Life.